# Aurélien de Courson
Pour les articles homonymes, voir Courson.
Aurélien de Courson (né à Port-Louis dans l'actuelle île Maurice le 20 novembre 1808 mort à Bayonne le 2 novembre 1889) est un archiviste et historien français et l'un des initiateurs du renouveau de l'historiographie bretonne au XIXe siècle.

## Biographie
Aurélien de Courson ou Aurélien Marie de Courson de la Villeneuve, doit abandonner sa carrière militaire à la suite d’une chute de cheval Il se tourne alors vers les études historiques. Sous la férule de François Guizot et d’Augustin Thierry, il vient en 1835 à Rennes, puis à Nantes pour étudier les chartes et les autres sources d’archives. Il s’installe ensuite à Quimper et publie en 1840, à Paris un Essai sur l'histoire, la langue et les institutions de la Bretagne Armoricaine, remarqué.
Aurélien de Courson est de 1841 à 1845 , archiviste adjoint des Archives départementales du Finistère. En 1842 il fonde la « Revue de l’Armorique » avec son beau-père Jean Alexandre Le Jumeau de Kergaradec. (1787-1877) membre de l'Académie de médecine. Il participe ensuite à la fondation de « Revue archéologique » en 1844 et devient Secrétaire de la Société archéologique du Finistère. Il est ensuite successivement Conservateur de la Bibliothèque du Louvre, puis de la Bibliothèque nationale dont il sera le sous-directeur adjoint.
Il laisse une vaste production qui s'étend sur plus d'une trentaine d'années.
Le 12 octobre 1840 il avait épousé à Quimper Pauline-Marie Le Jumeau de Kergardec (1821-1885) qui lui donne quatre enfants: Trois fils qui feront carrière dans l'armée et une fille. Il est le grand-père du général Maurice de Courson de La Villeneuve

### Œuvres
- Essai sur la langue et les institutions de la Bretagne armoricaine
- Histoire des peuples bretons (Tome I)
- Histoire des peuples bretons (TomeII)
- Cartulaire de l'Abbaye de Redon en Bretagne